# Theoderich von Treyden
Théodoric de Treyden (en allemand : Theoderich von Treyden) ou de Turaida (en letton : Teoderihs no Turaidas), mort le 15 juin 1219 près de Réval, est le deuxième missionnaire connu de l'ancienne Livonie (Terra Mariana) après Meinhard de Holstein. Il participa aux Croisades baltes et devient évêque de Leal en 1211.

## Biographie
Il est d'abord moine cistercien, possiblement au monastère de Loccum (de) en Saxe. En 1187, il suivit Meinhard de Holstein, premier évêque d'Ikšķile (Uexküll), sur le chemin vers la Livonie exerçant comme missionnaire et prêtre à Turaida probablement dès 1191. 
À la demande de l'évêque Meinhard, il a réalisé deux voyages à Rome où il s'est assuré le soutien du pape Célestin III pour la mission parmi les Lives. Lors d'un autre voyage en 1200, pour le compte de l'évêque Albert de Buxhoeveden, il a reçu l'appui du pape Innocent III pour la croisade livonienne. Sous l'autorité de l'évêque Albert, il créa l'ordre des chevaliers Porte-Glaive, sur l'exemple de l'ordre du Temple, en 1202.

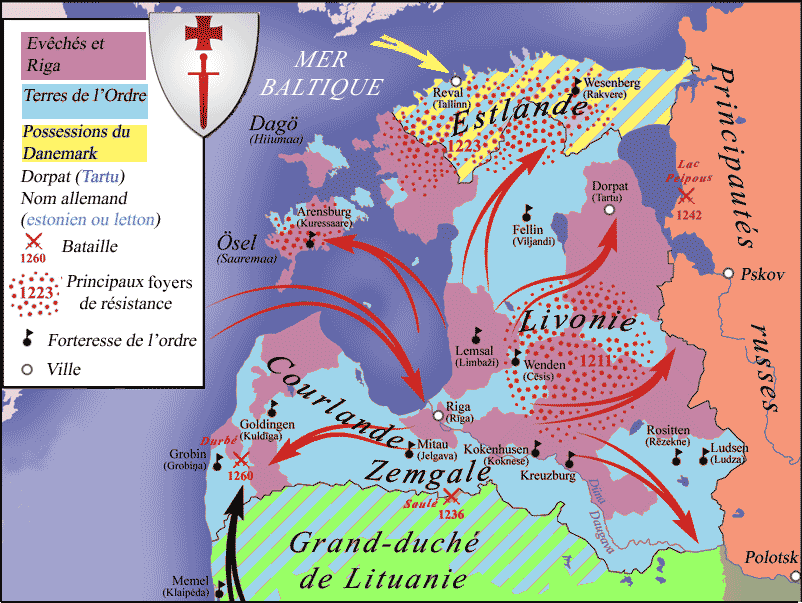
Les croisades des chevaliers Porte-Glaive en Livonie.

Il atteint que le pape a engagé l'archidiocèse de Brême à coloniser les terres de la Livonie.
Il est le premier abbé du monastère de Daugavgrīva (de) (Dünamünde), fondé par l'évêque Albert en 1205, une filiale de l'abbaye de Pforta dans le diocèse de Naumbourg. 
Il est ordonné évêque de Leal (en) (Lihula) en 1211 par Albert de Buxhoeveden ; néanmoins, il n'était pas en mesure d'installer son siège en raison des combats incessants avec la population païenne. À la place, il revient dans le Saint-Empire où il s'est entretenu avec l'évêque de Paderborn en Westphalie en 1213 puis à l'archevêché de Cologne sous l'administrateur apostolique Adolphe d'Altena. Il a été présent à la consécration de la collégiale Saint-Victor de Xanten et siégeait comme représentant de Hugues de Pierrepont, prince-évêque de Liège pendant les guerres Liège-Brabant.
À nouveau à Rome, il a obtenu l'exemption de son diocèse de Leal et il a pris part au quatrième concile du Latran en 1215. À Cologne, il a consacré l'église Saint-Pantaléon reconstruite en 1216.
Finalement, il reprend le combat en Livonie. Il s'est adressé en 1218 au roi Valdemar II de Danemark qui au cours de l'expansion vers la mer Baltique poursuit la conquête de l’Estonie au nord. Pendant sa grande croisade, Théodoric fut tué par des Estoniens dans la bataille de Lyndanisse, près de Réval, le 15 juin 1219 — le lieu où Valdemar triomphe définitivement de la résistance des païens. Au cours de la même année, le roi danois a fondé le diocèse estonien de Réval. 
Après la mort de Théodoric, le titre d'évêque de Leal est attribué à Hermann de Buxhoeveden, frère d'Albert, qui devint le premier évêque de Dorpat (Tartu) en 1224. 
Ce qui est connu de la vie de Théodoric vient de plusieurs documents contemporains et des chroniques d'Henri le Letton.